# Moutabea aculeata
Moutabea aculeata là một loài thực vật có hoa trong họ Polygalaceae. Loài này được (Ruiz & Pav.) Poepp. & Endl. mô tả khoa học đầu tiên năm 1838.